# Jean-Paul Mourot
Pour les articles homonymes, voir Mourot.
Jean-Paul Mourot est un homme politique français né le 26 septembre 1941 à Meknès (Maroc) et mort le 23 juillet 2013 à Rabat. En 1974, il fait partie des députés UDR qui soutiennent le libéral Valéry Giscard d'Estaing contre le gaulliste Jacques Chaban-Delmas.

## Fonctions ministérielles
- Secrétaire d’État auprès du ministre de la Justice du gouvernement Raymond Barre (3), du 11 septembre 1978 au 13 mai 1981.

## Mandats parlementaires
- Député UDR puis RPR de l'Indre, du 30 juin 1968 au 10 septembre 1978.